# 최성범 (축구 선수)
최성범(한국 한자: 崔聖範, 2001년 12월 24일 ~ )는 대한민국의 축구 선수로, 포지션은 윙어이다. 현재 K리그1 FC 안양 소속이다.